# Knud Knudsen (sprogforsker)
 Der er flere personer med dette navn, se Knud Knudsen.
Knud Knudsen (født 6. januar 1812 i Holt ved Tvedestrand, død 4. marts 1895 i Kristiania) var en norsk skolemand og sprogforsker, kendt som arkitekten bag fornorskningen af det danske skriftsprog, resulterende i bokmål og riksmål. Han er derfor kendt som "Bokmålets far". Den første retskrivning baseret på hans principper for fornorsking kom imidlertid først i 1907.
Blandt de vigtigste var:
- Fjerne stum e (faa istf. faae).
- Fjerne dobbeltskrivning af lang vokal ("Hus" istf. Huus, "ren" istf. reen).
- Fjerne c, ch og q for lyden k ("Kontrol", "Karakter" og "kvalm" istf. Control, Charakter og qualm).
- Hård konsonant (p, k, t) efter lang vokal (løp, Fat og Tak istf. "løb", "Fad" og "Tag").
- Fjerne stum d i ord som "Fjeld" og "finde".
- Ph blev til f: Philosoph ble til "Filosof".
- Fjerne stort forbokstav i navneord.
- Kort form af danskinspirerede ord ("Mor og Far" istf. "Moder og Fader").

## Liv og virke

### Opvækst
Knudsens forældre var husmandsfolk, Knud Reiersen (1758–1836) og Marte Stiansdatter. Han havde tre søskende, Mari Knudsdatter, Rejer Knudsen og Stian Knudsen. Som niårig var Knudsen sin fars hjælper i den skole, han drev i familiens hjem, og allerede inden konfirmationen havde han haft flere kortere opdrag som huslærer, samtidig som han selv læste hos klokkeren og dennes søn. I 1828 blev han – uden lærereksamen – ansat som bygdens lærer. Han drev også selvstudium i latin og græsk, og aflagde i 1830 lærerprøve hos provst Schanche i Risør. Det følgende år flyttede Knudsen til Arendal for å forberede seg til studentereksamen, som han tog i 1832. Økonomisk fik han hjælp af blandt andre godsejeren Jacob Aall, der havde købt Næs jernværk i Holt.

### Lærervirke
Han blev ansat som adjunkt ved latinskolen i Drammen, hvor han boede i seks år, inden han blev ansat ved katedralskolen i Kristiania, hvor han var overlærer fra 1852, til han i 1880 tog sin afsked. Som lærer i norsk kæmpede Knudsen for indførelse af nordisk mytologi, dansk-norsk litteraturhistorie og svensk som skolefag. Ligesom Grundtvig så han idealet i en historisk-poetisk uddannelse, med tyngdepunktet i modersmål og historie. Hans elever kaldte den ret humørløse Knudsen for "Knurren". Fra hans valgsprog:
Med råd og læmpe
kommer et kryb
så langt som en kæmpe.

### Sprogreform
I "Latinskole uden latin" (udgivet i 1884) gik han ind for formidling af antikkens kultur ved hjælp af oversættelser. Efter 1869 var latinens dominerende stilling i norsk skole allerede brudt, og forsvandt helt i 1896.
Som modersmålslærer så Knudsen dagligt elevernes problemer med at skrive dansk skriftsprog, der lå fjernt fra deres eget talesprog. Praktisk som han var, mente han derfor at skriftsproget burde ændres, så det samsvarede bedre med norsk tale. Ligesom Rasmus Rask gik han ind for ortofoni - at stave ordene efter udtalen - og i 1845 udgav han sin første artikel om emnet: Om lydene, Lydtegnene og Retskrivningen i det norske Sprog. Han kom i en lang polemik med P.A. Munch, der fandt det umuligt at rette på et sprog, som tværtimod burde bygges på norrønt og dialekterne. Knudsen var praktikeren, der anså sprog som et menneskeprodukt, som dermed også kan ændres af mennesker. Han ville omforme det danske skriftsprog på grundlag af "dannet tale", dvs. byfolks almindelige dagligtale, som han selv kendte den. Han mente, at eleverne ville lære en sådan retskrivning på en fjerdedel af den tid, de nu brugte, og tilføjede, stadig praktisk: "Hvor mange skolepenge sparede forældrene så ikke?"
I 1862 kom den første retskrivningsreform, efter Knudsens forslag. Stumme bogstaver forsvandt: Miil blev til "Mil", troe til "tro". Fremmedord blev forenklet; Philosoph til "filosof". I 1867 udgav Knudsen Det norske målstræv om sit sprogprogram, hvor han understregede, at han ville gå gradvis frem, modsat landsmålet. Det skyldes i stor grad Knudsens indsats, at man i 1887 vedtog at gå bort fra skriftsprogsudtale, og i stedet benytte "den ukunstlede dagligtale" i norske skoler.
I Unorsk og norsk eller fremmedords avløsning foreslog han hundredvis af nye fremmedord hentet fra folkesproget, eller opfandt dem selv. Nogen er blevet almindelige i norsk: Hundreår for "århundrede", ordskifte for "debat", bakstrev for reaktionær, tonelag med flere.
Knudsen mødte stor modgang, men fik også stor støtte. På sin 80-årsdag blev han hyldet af blandt andre Bjørnstjerne Bjørnson og Ibsen. Bjørnson deltog aktivt i Knudsens arbejde, og gik hårdt ud mod både dem, der modarbejdede fornorskning, men også mod landsmål. Senere forlod Bjørnson alligevel fornorskingslinjen og gik i stedet ind for et konservativt riksmål.
I sine siste år bidrog Knudsen til at forberede loven af 1896 om højere skoler. Denne sammenfaldt med hans idéer, både når det gjaldt modersmålsundervisning og de moderne sprogs plads i forhold til de klassiske. Den endelige sejr for Knudsens principper kom imidlertid først efter hans død, med retskrivningsreformen i 1907. Her blev både lyd- og formværk ændret efter hans retningslinjer - selv om han på enkelte områder trådte fejl, fx i sin kampagne for bogstavet æ.
Knudsen var en af stifterne af Folkeoplysningsselskabet og sad i bestyrelsen der i årene 1851—67; han var ligeledes en af medstifterne af "Det norske Teater", hvor han i mange år deltog i styrelsen og den sproglige ledelse, og af Kristiania arbejdersamfund (1864).
Hans marmorbuste, udført i 1888 af Jo Visdal, er opstillet i Nationaltheatrets skuespillerfoyer. Sin efterladte formue testamenterede han til en "Stiftelse til Fremme af det dansk-norske Maalstræv". Efter at have taget afsked, skrev han sine Livsminder.

## Værker
- 1856: Haandbog i dansk-norsk sproglære
- 1862: Er norsk det samme som dansk?
- 1864: Modersmaalet som skolefag
- 1867: Det norske maal-stræv
- 1869: Nogle spraak- og skolespörgsmaal
- 1876: Den landsgyldige norske uttale
- 1881: Unorsk og norsk eller fremmede ords avlösning
- 1881: Af maalstriden 1881
- 1884: Latinskole uten latin
- 1885: Norsk blandkorn (3 banden)
- 1886: Hvem skal vinne?
- 1888: Tyskhet i norsk og dansk
- 1894: Norsk maalvekst fra 1852 å regne